# Iris Bay
Die Iris Bay ist eine kleine Bucht nahe dem östlichen Ende Südgeorgiens. Sie liegt unmittelbar südlich des Müller Point und 10 km nordwestlich des Kap Vahsel.
Der britische Entdecker und Seefahrer James Cook gab 1775 der gesamten Bucht zwischen Kap Vahsel und dem Kap Charlotte den Namen Sandwich Bay nach dem britischen Staatsmann und Diplomaten John Montagu, 4. Earl of Sandwich. Diese Benennung wurde später verworfen. Der South Georgia Survey berichtete im Zuge von Vermessungsarbeiten zwischen 1951 und 1952, dass der Name Iris Bay für die hier beschriebene Bucht seit langem unter Robben- und Walfängern bekannt und etabliert ist. Der weitere Benennungshintergrund ist nicht überliefert.